# Efferia tucsoni
Efferia tucsoni är en tvåvingeart som beskrevs av Wilcox 1966. Efferia tucsoni ingår i släktet Efferia och familjen rovflugor. Inga underarter finns listade i Catalogue of Life.